# Ponta Moreia
Ponta Moreia är en udde i Kap Verde.   Den ligger i kommunen Concelho do Tarrafal, i den södra delen av landet, 50 km nordväst om huvudstaden Praia. Ponta Moreia ligger på ön Santiago.
Terrängen inåt land är huvudsakligen kuperad, men åt sydväst är den platt. Havet är nära Ponta Moreia åt nordväst. Runt Ponta Moreia är det tätbefolkat, med 266 invånare per kvadratkilometer.. Närmaste större samhälle är Tarrafal, 6,1 km söder om Ponta Moreia. 